# Керекский язык
Кере́кский язы́к — бесписьменный язык кереков (самоназвание — аӈӄалҕакку), входящий в чукотско-камчатскую языковую семью, один из идиомов чукотско-корякской ветви языков.
Последние носители керекского языка умерли между 1991 и 2005 годами; со смертью последнего носителя этот язык классифицируется лингвистами как исчезнувший.

## История
Поскольку кереки жили в непосредственном контакте с чукчами, в керекском языке заметны чукотские черты. Язык был распространён на Чукотке по побережью Берингова моря от Анадырского лимана до Олюторского мыса на Камчатке; затем ареал сузился с юга до устья реки Опуки (несколько севернее географической границы Камчатки).
Керекский язык — бесписьменный. Фольклор передавался в устной форме. Первые записи образцов фольклора на керекском языке относятся к 60-м годам XX века. Языком межнационального общения служил чукотский, в меньшей степени — русский.
В XX веке кереки были почти полностью ассимилированы чукчами. В 1991 году по-керекски говорило всего три человека: Иван Увагыргын (хатырский диалект), Николай Етынкэу и Екатерина Хаткана (мейныпильгынский диалект).
Последние носители языка умерли между 1991 и 2005 годами, и с 2005 года лингвисты считают керекский язык исчезнувшим.
По данным переписи населения 2010 года, о владении керекским языком заявило 10 человек, а в ходе всероссийской переписи населения в 2021 году — четыре человека. Специалисты Института языкознания РАН считают, что респонденты переписей указывают этот исчезнуший язык в качестве родного или языка владения, хотя не разговаривают на нём, потому, что это язык их национальности.

## Лингвистическая характеристика
Керекский язык входит в чукотско-корякскую ветвь языков, включающую в себя 4 близкородственных языка: чукотский, корякский, алюторский и керекский языки. Чукотско-корякская и ительменская языковые ветви составляют изолированную языковую семью чукотско-камчатских языков.
Лингвисты выделяли в керекском языке майно-пильгинский и хатырский диалекты.

### Морфология
Керекский язык — агглютинирующий, имеющий те же морфологические характеристики, что и другие чукотско-камчатские языки: позиция корня в линейной цепочке словоформы не фиксирована; преобладает аффиксация; аффиксальные морфемы представлены суффиксами, префиксами и циркумфиксами; развита композиция и инкорпорация; представлены аналитическое конструирование и редупликация именного корня.

### Лексика
Лексика керекского языка — общечукотско-корякская; собственно керекских слов, по подсчётам В. В. Леонтьева, — не более 25 %. Русских заимствований очень мало. Много слов связано с природой.
Керекский язык имеет свою уникальную лексику, отражающую особенности культуры и окружающей среды этого народа. Вот некоторые особенности лексики керекского языка:
- Виды снега: керекский язык обладает богатой лексикой, связанной со снегом и ледяными условиями, которые являются неотъемлемой частью окружающей среды кереков. Есть множество различных терминов, чтобы описать разные виды снега, таких как укак (снег, покрытый коркой) и чачун (крупный снег).
- Охота и рыболовство: керекский язык также обладает обширной лексикой, связанной с охотой и рыболовством, которые являются важными аспектами традиционного образа жизни кереков. Существует множество терминов, чтобы описать различные животных и рыб, а также методы и инструменты для их ловли.
- Природные элементы: лексика керекского языка также включает много слов, связанных с природными элементами, такими как нича (вода), авэр (река) и җанқир (горы). Они отражают тесную связь кереков с окружающей природой и ее значимость в их жизни.
- Семья и отношения: керекский язык содержит множество слов, относящихся к семье и родственным отношениям. Например, апка означает «ребёнок», сүркан — «мать», и энер — «отец». Это отражает важность семьи и рода в керекской культуре.
- Традиции и религия: лексика керекского языка также отражает традиции и религиозные верования этого народа. Например, тінҗир означает «дух», а эпталҗан — «молитва». Эти слова отражают роль религии и духовной практики в жизни кереков.

Хотя керекский язык теперь[когда?]

 находится под угрозой исчезновения, его лексика по-прежнему представляет интерес с точки зрения сохранения культурного наследия и изучения уникальных аспектов керекской культуры.
Керекский язык также содержит специфическую лексику, связанную с традициями и обрядами народа кереков. Например, энингэн означает «шаман» или «целитель», а мылан — «оберег» или «тотемный символ». Эти слова отражают роль шаманизма и ритуальных практик в керекской культуре, которая широко распространена среди северных народов разных стран.
Керекский язык также обладает развитой лексикой, связанной с традиционной керекской одеждой и украшениями. Например, слыва — это традиционное платье кереков, а кетяң — это национальный головной убор.
Будучи народом, тесно связанным с природой, кереки также имеют богатую лексику, связанную с растительным и животным миром региона. Существуют термины для различных видов растений и животных, которые обитают в окрестностях местообитаний кереков.